# Bitka pri Pontes Longi
Bitka pri Pontes Longi (15 n.št.) se je odvijala blizu Bramscheja v Nemčiji leta 15 n. št. med rimskim legatom Cecino in zavezništvom germanskih plemen pod poveljstvom Arminija. Bila je del triletne serije pohodov, ki jih je Germanik vodil v Germaniji. Po Tacitu se je bitka končala z rimsko zmago.

## Ozadje
Po neodločni bitki z Arminijem pri reki Wesser je Germanik ukazal Cecini, naj s svojimi silami odkoraka nazaj proti Renu. Ko je prispel na močvirno mesto, imenovano "Pontes Longi", oz. "dolgi mostovi" (čez močvirje zgrajena pot iz desk, položenih na kolih zabitih v močvirje) in ugotovil, da je neprehodno, je Cecina začel popravljati pot, da bi lahko nadaljeval svoj pohod proti Renu.

## Bitka
Pri tem napadel Arminij, Cecini je komaj uspelo zadržati napad pred mrakom. Naslednji dan sta se vojski ponovno spopadli. Rimske legije so se v močvirju ločile in bile spet skoraj poražene. Cecina, ki je poskušal zadržati fronto proti Germanom, je imel pod seboj ubitega konja. Preživel je le zaradi pravočasnega posredovanja Prve legije. Ko je Cecina videl, da se mnogi Germani umikajo iz boja, da bi plenili prtljažne vozove in tovorne mule, je ukazal, naj prtljago opustijo. To je bil ključni razlog, da sta se legiji Prva in Dvajseta lahko umaknili in se do noči na suhem pridružili Peti in Enaindvajseti legiji na suhem.
Ponoči se je razširila govorica, da so Germani vdrli v tabor, zaradi česar so vojaki planili skozi vrata v poskusu pobega. Cecina, ki ni uspel prepričati vojakov, da ni napada, se je bil prisiljen vreči na tla pod vrata, da bi vojake prepričal, naj se ustavijo in ga poslušajo.
Ponoči je Arminij svetoval, naj Rimljani zjutraj zapustijo svoj tabor in nadaljujejo pohod proti Renu. Arminij je pojasnil, da ko bodo bodo legionarji na odprtem iz tabora, jih bodo lahko uničili. Toda Arminijev stric, Inguiomer, Rimljanom ni hotel dati možnosti za pobeg. Svetoval je, naj napadejo njihov tabor ob zori in ga zavzamejo. Drugi poglavarji so se strinjali. Zato se je Arminij, ki je bil v manjšini, strinjal, da bo vodil napad na rimski tabor ob zori.
Zjutraj, ko je Cecina okrepil moralo svoje vojske, so Rimljani uspeli premagati Germane, ki so napadali tabor in jih prisilili, da so zbežali z bojišča. Cecina je nato lahko dokončal popravila "Pontes Longi" ("Dolgega mostu")in se vrnil na Ren. Zaradi te zmage je bil odlikovan z rimskimi zmagoslavnimi častmi.

## Raziskave
Dejanska lokacija bitke ni znana, vendar mnogi znanstveniki trdijo, da izkopavanja v Kalkrieseju dejansko nakazujejo na pohod Germanika namesto Vara. Kot takšna lahko prikazujejo zmagovito bitko Arminija, kjer so Rimljani utrpeli velike izgube in odpovedali pohod. Rimski viri sicer poročajo le o neprepričljivem izidu, vendar Tacitovi spisi kažejo, da so se Rimljani vrnili brez konjenice. Zato so bile legije brez konjeniške podpore razcepljene zgodaj po bitki. V bližini Kalkrieseja so v bližini Bramscheja, približno 10 km stran od Kalkrieseja, našli starodavno hlodovino. Dendrološke preiskave hlodov kažejo na leto 15 n. št., kar se ujema z gradbenimi deli, o katerih so poročale umikajoče se legije. Spremljajoče najdbe lesenih mečev in palic podpirajo idejo o bitki na tem mestu. Vendar pa drugi znanstveniki trdijo, da je najdišče predaleč od Rena, da bi bila to cesta, ki so jo ustvarili Rimljani, kot nakazujejo viri. Šlo bi le za tipično germansko pot, ki so jo Germani morda rekonstruirali za bitko. Pravi »dolgi mostovi« bi bili verjetno bolj jugozahodno, najverjetneje na območju med sodobnim Münsterjem in Coesfeldom, saj je bližje cestam med glavno garnizijo legije v Xantenu in njeno znano postojanko blizu Halterna.